# 奕武悬钩子
奕武悬钩子（学名：Rubus yiwuanus）为蔷薇科悬钩子属的植物，为中国的特有植物。分布在中国大陆的四川等地，生长于海拔1,000米至2,200米的地区，常生长在生沟边林缘或山谷阴处，目前尚未由人工引种栽培。